# SN 2006jc
SN 2006jc – supernowa w galaktyce UGC 4904, znajdująca się w odległości 77 mln lat świetlnych w konstelacji Rysia.
20 października 2004 roku Koichi Itagaki, japoński miłośnik astronomii, zauważył nagłe pojaśnienie gwiazdy w galaktyce UGC 4904. To nagłe pojaśnienie było na tyle duże, że zostało uznane przez astronomów za wybuch supernowej. Gwiazda odrzuciła wtedy masę rzędu 0,01 masy Słońca, czyli około 10 mas Jowisza. Jednak prawdziwy wybuch nastąpił dopiero 11 października 2006 roku i został oznaczony jako SN 2006jc.
Nigdy wcześniej nie obserwowano fałszywej supernowej, po której – po pewnym czasie – następował właściwy wybuch supernowej. Fala uderzeniowa powstała w wyniku właściwego wybuchu supernowej w ciągu zaledwie kilku godzin dotarła do otoczki powstałej przy pierwszym wybuchu. Zderzenie fali uderzeniowej z otoczką podgrzało gaz do temperatury milionów stopni Celsjusza i gaz został zaobserwowany w paśmie rentgenowskim. Wcześniejsze supernowe obserwowane w tym zakresie fal szybko traciły swoją jasność. Jednak pojaśnienie SN 2006jc trwało aż 100 dni.
Astronomowie z zespołu Ryana Foleya z University of California w Berkeley sugerują, że gwiazda, która wywołała wybuch, przeszła właśnie z fazy jasnej niebieskiej zmiennej (LBV – Luminous Blue Variable) do fazy gwiazdy Wolfa-Rayeta, czyli ze stanu gwiazdy niestabilnej, mogącej odrzucać duże ilości materii w gwałtownych wybuchach, do fazy późnego etapu ewolucji masywnej gwiazdy.